# Огове-Ивиндо
Огове-Ивиндо  (фр. Ogooué-Ivindo) — провинция на северо-востоке Габона. Административный центр — город Макоку.

## География
Площадь составляет 46 075 км², население — 63 293 человек (2013 год).
Граничит на юго-востоке с провинцией Верхнее Огове, на юге, юго-западе с провинцией Огове-Лоло, на западе с провинцией Среднее Огове, на севере с провинцией Огове-Маритим, на северо-востоке и востоке с Республикой Конго. Провинция расположена на экваторе. В южной части протекает река Огове, здесь в неё впадает приток Ивиндо.

## Население
По данным на 2013 год численность населения составляет 63 293 человек.
Динамика численности населения провинции по годам:
| 1993   | 2013   |
| ------ | ------ |
| 48 862 | 63 293 |

## Департаменты
Провинция разделена на 4 департамента:

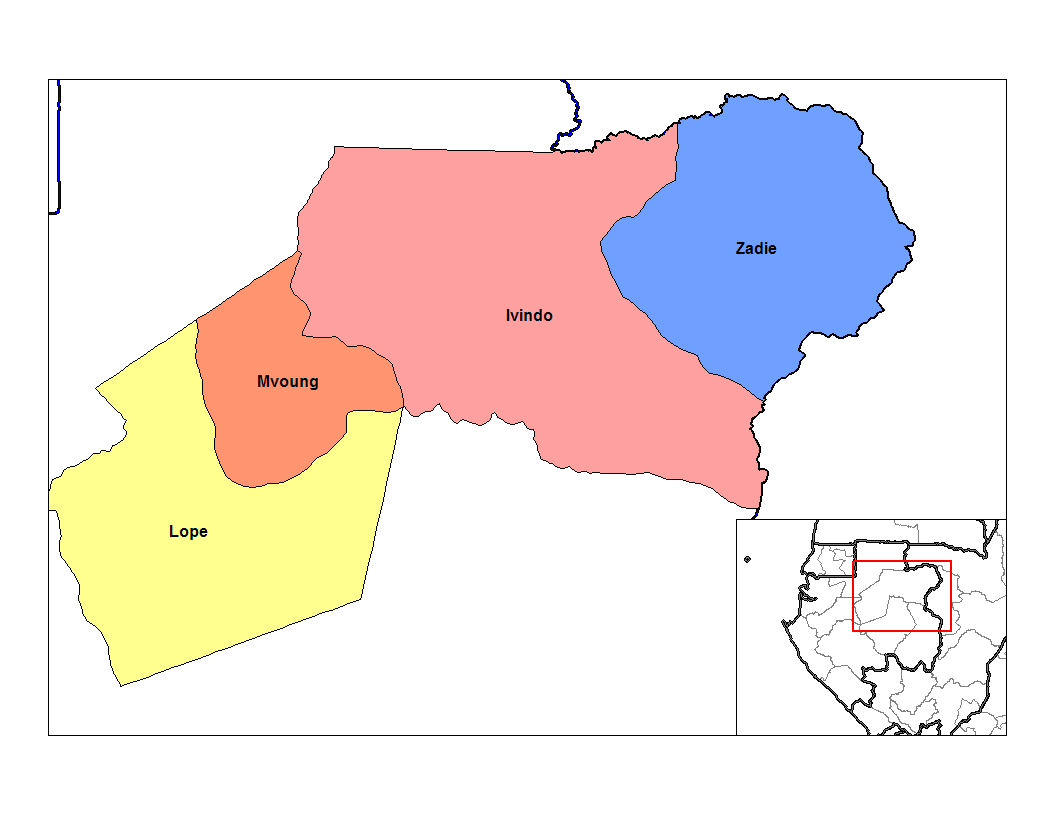
Департаменты Огове-Ивиндо.

- Ивиндо (адм. центр — Макоку) (Ivindo)
- Лопе (адм. центр — Бове) (Lopé)
- Мвунг (адм. центр — Ован) (Mvoung)
- Задие (адм. центр — Мекамбо) (Zadié)